# Jan Timman
Jan Hendrik Timman (sinh 1951) là đại kiện tướng cờ vua người Hà Lan. Được đánh giá là kì thủ Hà Lan mạnh nhất sau Max Euwe, Timman đã tám lần vô địch quốc gia trong thời gian từ năm 1974 đến 1987.
Ông giành được một giải quốc tế đầu tiên ở Hastings 1973-4, cùng với Kuzmin, László Szabó và Mikhail Tal. Các thắng lợi khác bao gồm: Reykjavík 1976 (+9=4–2), Nikšić 1978 (+7=5–1), Amsterdam 1978 (+7=5–1), Bled–Portorož 1979 (+7=8).
Sau một số giải xếp hạng nhì và ba, tại Amsterdam 1981, Timman (+4=7) đã xếp trên Anatoly Karpov và Lajos Portisch. Tại Las Palmas 1981, hạng nhất (+7=3), xếp trên Bent Larsen và Viktor Korchnoi; Mar del Plata 1982, hạng nhất (+8=3–2), nhiều hơn hai điểm so với đấu thủ kế tiếp trong đó có Karpov. Năm 1982, Timman là kì thủ xếp hạng ba thế giới.

## Ứng cử viên vô địch
Năm 1985, Timman vượt qua Tal trong ván phân định và trở thành ứng cử viên vô địch. Ở trận bán kết với Yusupov, mặc dù đã dẫn trước ván đầu nhưng Timman đã suy sụp và để thua +1=4–4. Năm 1988, Timman trở thành ứng cử và thắng Salov +1=5, thắng Portisch tại bán kết (1989) +2=3–1 và Speelman +2=5–1, nhưng thua Karpov. Vẫn tiếp tục là ứng cử viên, năm 1991 Timman thắng Hübner +2=5, Korchnoi +2=5, năm 1992 thắng Yusupov +4=4–2 nhưng thua Nigel Short tại trận chung kết.

## Thời gian sau
Thời gian sau đó, do tuổi tác, Timman không còn thi đấu thường xuyên ở các giải đấu đỉnh cao. Điểm Elo của ông vì thế giảm xuống. Tuy nhiên đến đầu năm 2012, khi đã ngoài 60 tuổi, ông vẫn nằm trong danh sách 10 kì thủ hàng đầu của Hà Lan .